# Ptosis

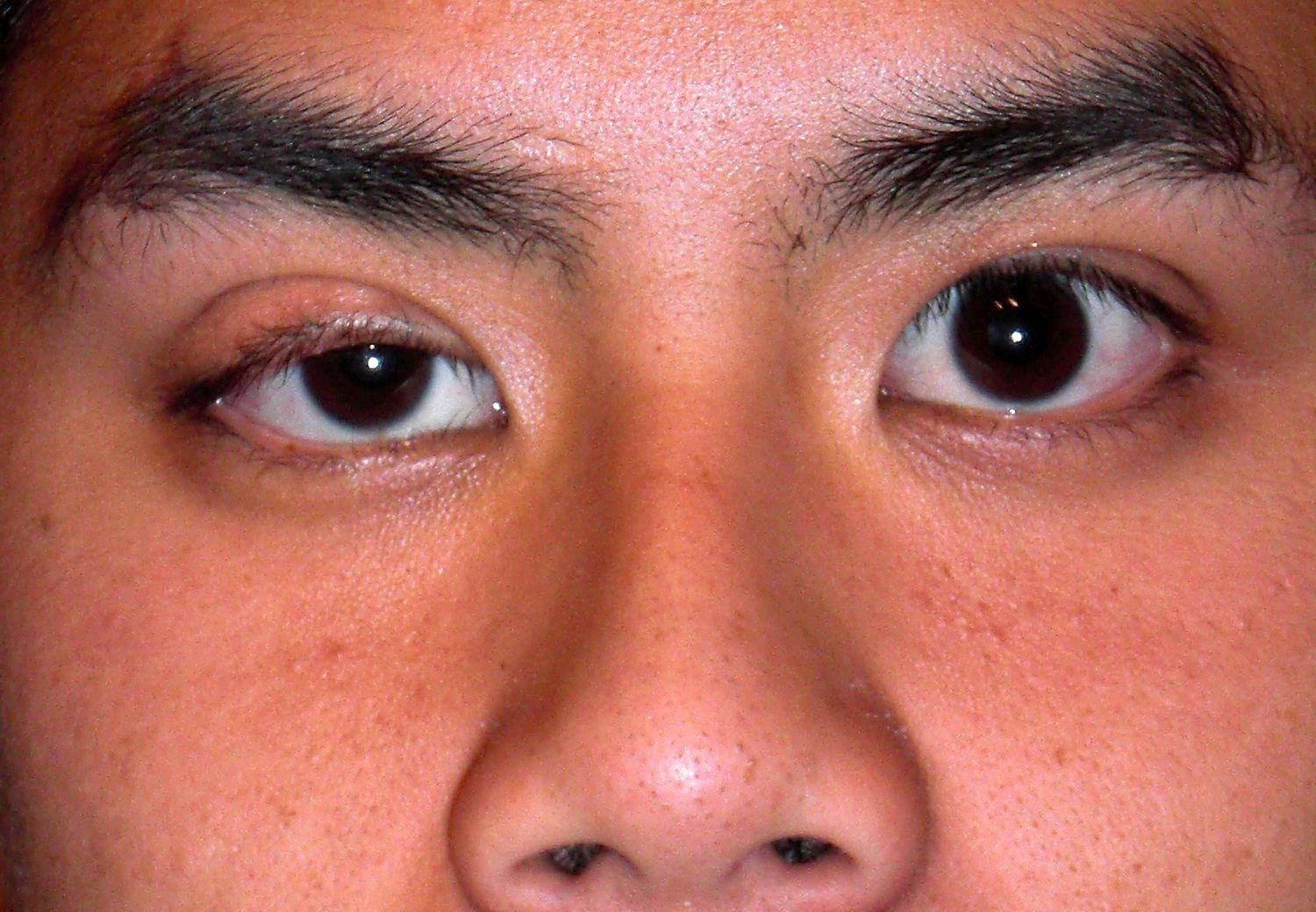
Inkomplette Ptosis des rechten Auges

Ptosis (griechisch πτῶσις ‚Fall, Senkung‘) oder Ptose, bezeichnet auch als Lidmuskelschwäche, nennt man in der Augenheilkunde das vollständige oder auch teilweise Herabhängen eines oder beider oberen Augenlider (Blepharoptosis). Das Herabhängen oder Abstehen des Unterlides bezeichnet man dagegen als Ektropium. Eine Ptosis im Kindesalter kann zu einer Amblyopie führen.
Das Wort Ptosis kann medizinisch auch allgemein ein Herabsinken von Organen unter Einfluss der Schwerkraft bezeichnen, wie z. B. der Niere (Nephroptose), der Gebärmutter (Gebärmuttersenkung), des Magens (Gastroptose) und der Brust (Mastoptosis) sowie der gesamten Baucheingeweide (Enteroptose, Glénardsche Krankheit).

## Ursachen
Eine Ptosis ist nur ein Symptom und kann sehr verschiedene Ursachen haben:
1. Ptosis congenita: Die angeborene Ptosis ist häufig durch eine Fehlbildung oder fehlende Ausbildung des für das Heben des oberen Augenlids zuständigen Muskels, des Musculus levator palpebrae superioris (im Folgenden kurz Levator genannt) bedingt. Diese ist erblich bedingt und meist einseitig. Ein Hämangiom des Oberlids führt ebenfalls häufig zur Ptosis congenita. Ebenso gehen das Krankheitsbild der Mandibulopalpebralen Synkinese (Marcus-Gunn-Syndrom) und das Möbius-Syndrom mit einer angeborenen Ptosis einher.
2. Levator-Schädigung: Eine Schädigung des Muskels oder seiner zarten Endsehne kann traumatisch oder durch altersbedingte Dysplasie entstehen und führt zu einem Herabhängen des oberen Augenlids.
3. Ptosis paralytica: Die Schädigung des für den Levator zuständigen Nerven (Nervus oculomotorius) führt ebenfalls zu einer Ptosis. Da dieser Hirnnerv zudem weitere vier von insgesamt sechs äußeren Augenmuskeln motorisch innerviert, ist meist auch ein Lähmungsschielen vorhanden.
4. Ptosis sympathica: Die durch Schädigung des Kopfsympathikus bedingte Ptosis ist meist nur gering- bis mittelgradig, da der Levator noch funktionstüchtig ist. Sie beruht auf dem Ausfall des Musculus tarsalis. Dabei handelt es sich um in das Lid eingelagerte glatte Muskulatur, die das Augenlid vertikal zusammenrafft. Eine Sympathikusschädigung führt auch zu weiteren Ausfällen am Auge, dem sogenannten Horner-Syndrom.
5. Ptosis bei Muskelerkrankungen: Bei Erkrankungen der gesamten Muskulatur (z. B. Myasthenia gravis, Okulopharyngeale Muskeldystrophie) kann auch der Levator betroffen sein.
6. Vergiftung etwa durch einen Schlangenbiss einer Schlangenart mit starkem Neurotoxin (z. B. Kobras, Mambas) oder eine Lebensmittelvergiftung mit dem Toxin von Clostridium botulinum (Botulismus).

## Therapie
Nach Beseitigung eventueller Primärursachen wird meist eine chirurgische Korrektur des Levators vorgenommen. Eventuell kann anschließend das Auge im Schlaf nicht mehr vollständig geschlossen werden, so dass man mit Augentropfen ein Austrocknen der Cornea verhindern muss.

## Pseudoptosis
Unter einer Pseudoptosis versteht man Störungen der Lidhaltung durch relativ zu große Augenlider. Dies kann auch durch Nachlassen des Hauttonus im Alter auftreten. Eine Pseudoptosis kann auch durch den Tieferstand eines Auges (Hypotropie) entstehen, ebenso wie durch einen Blepharospasmus.